# Slepotický rybník
Slepotický rybník  někdy nazávaná též rybník Žabák o rozloze vodní plochy 4,0 ha se nalézá u koupaliště na západním okraji obce Slepotice v okrese Pardubice. Rybník je v roce 2018 silně zarostlý rákosem a je využíván pro chov ryb. Připravovaná revitalizace a odbahnění rybníka uvázla na sporech s majiteli pozemků pod rybníkem.

## Galerie

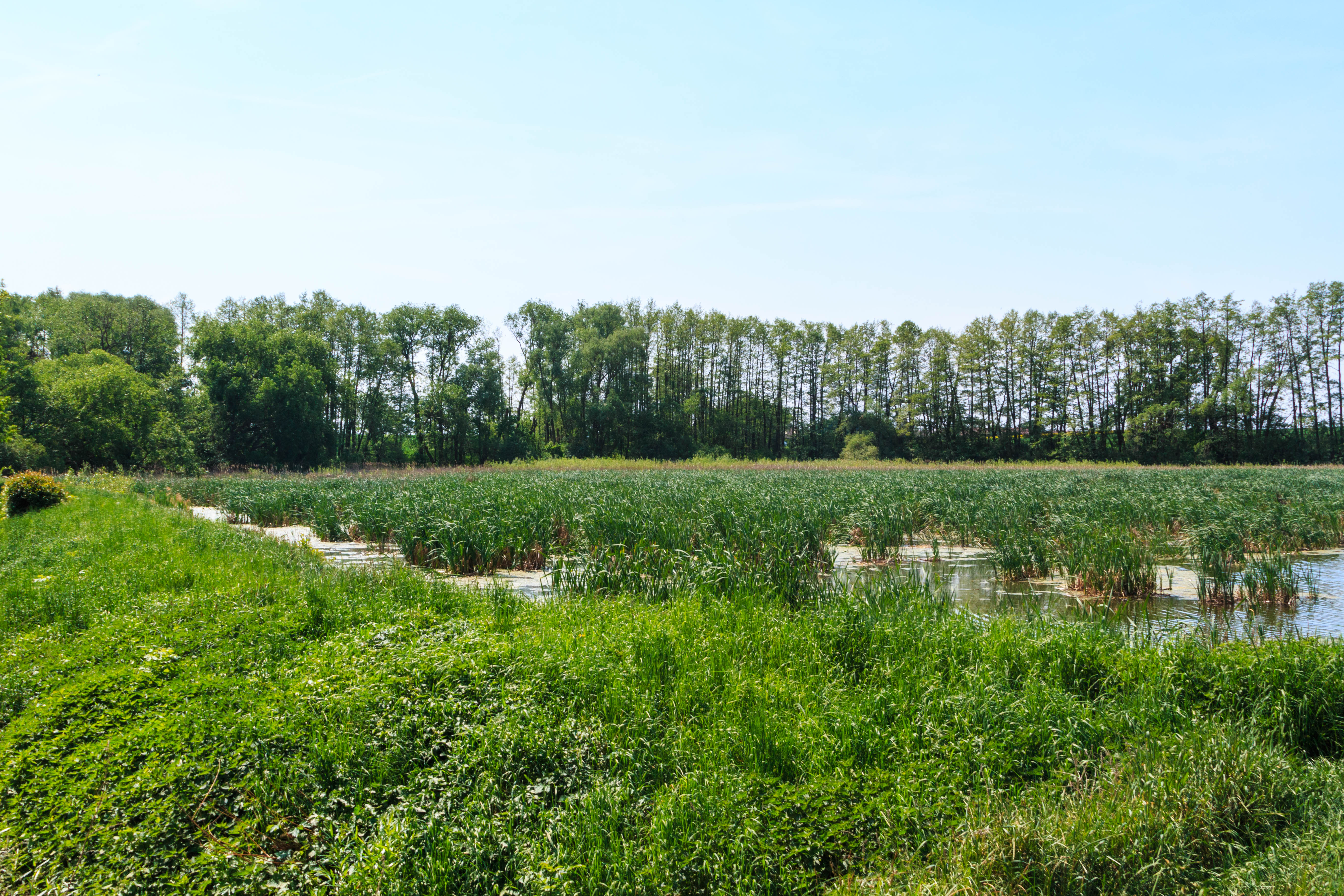
pohled na Slepotický rybník
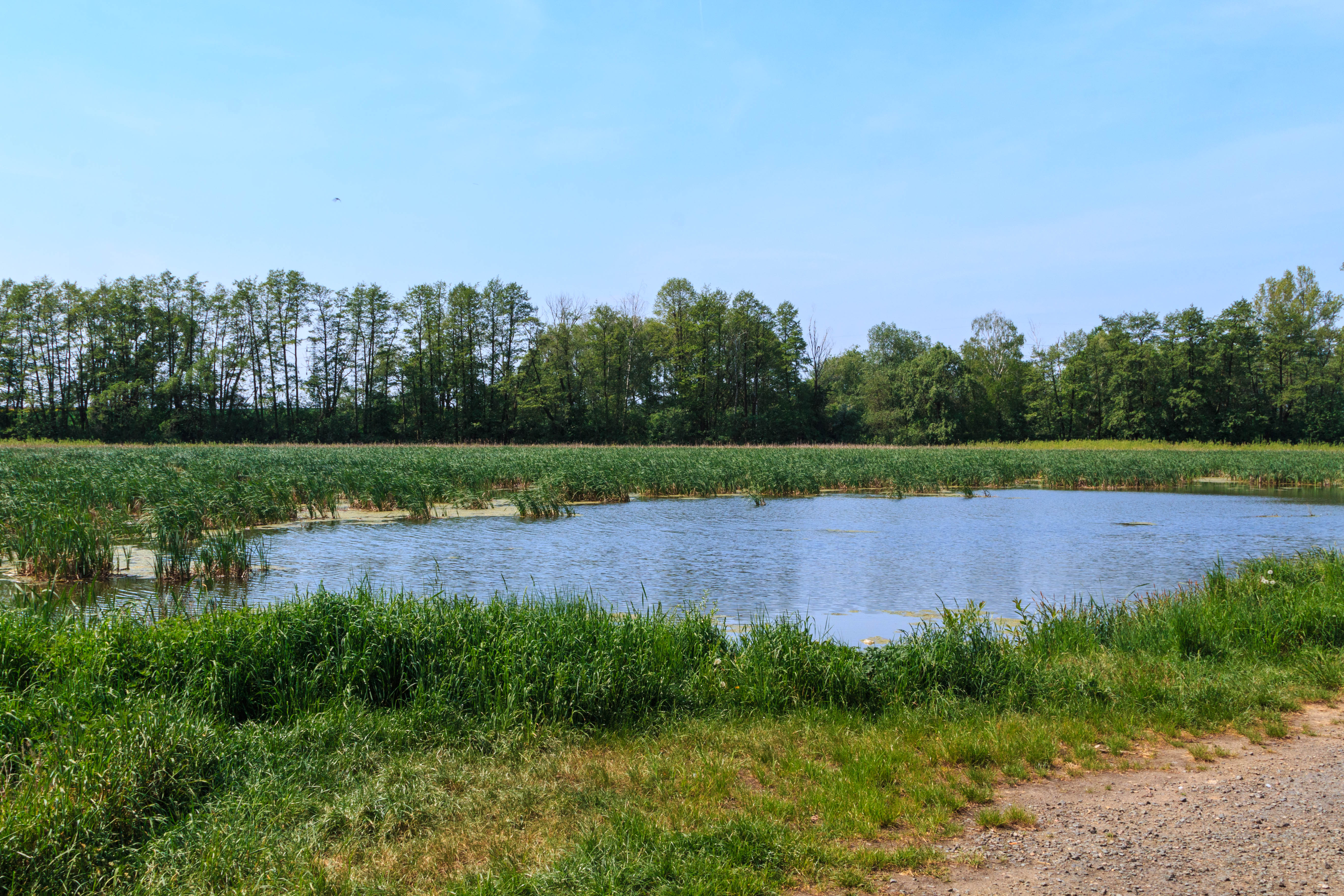
pohled na Slepotický rybník
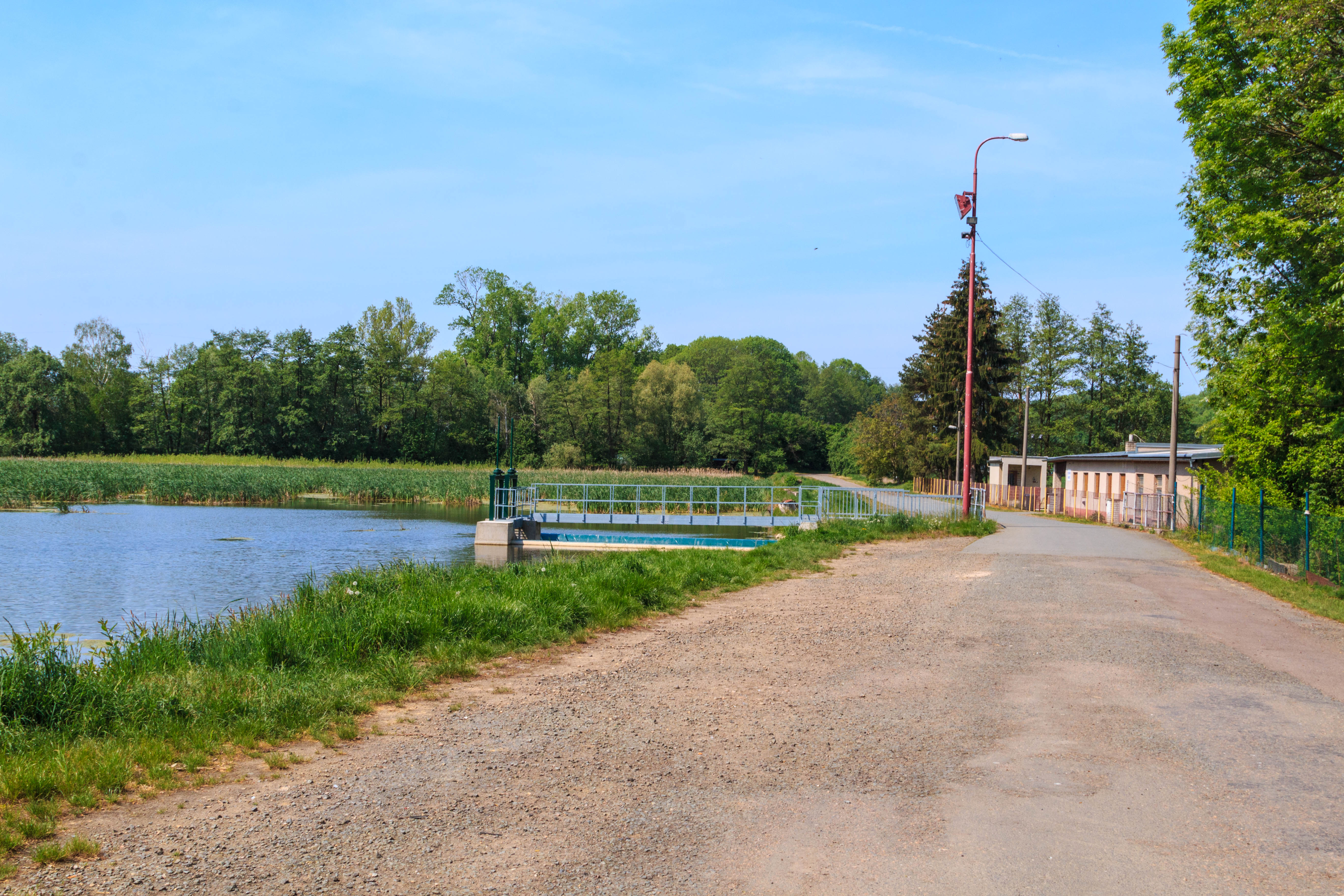
pohled na Slepotický rybník
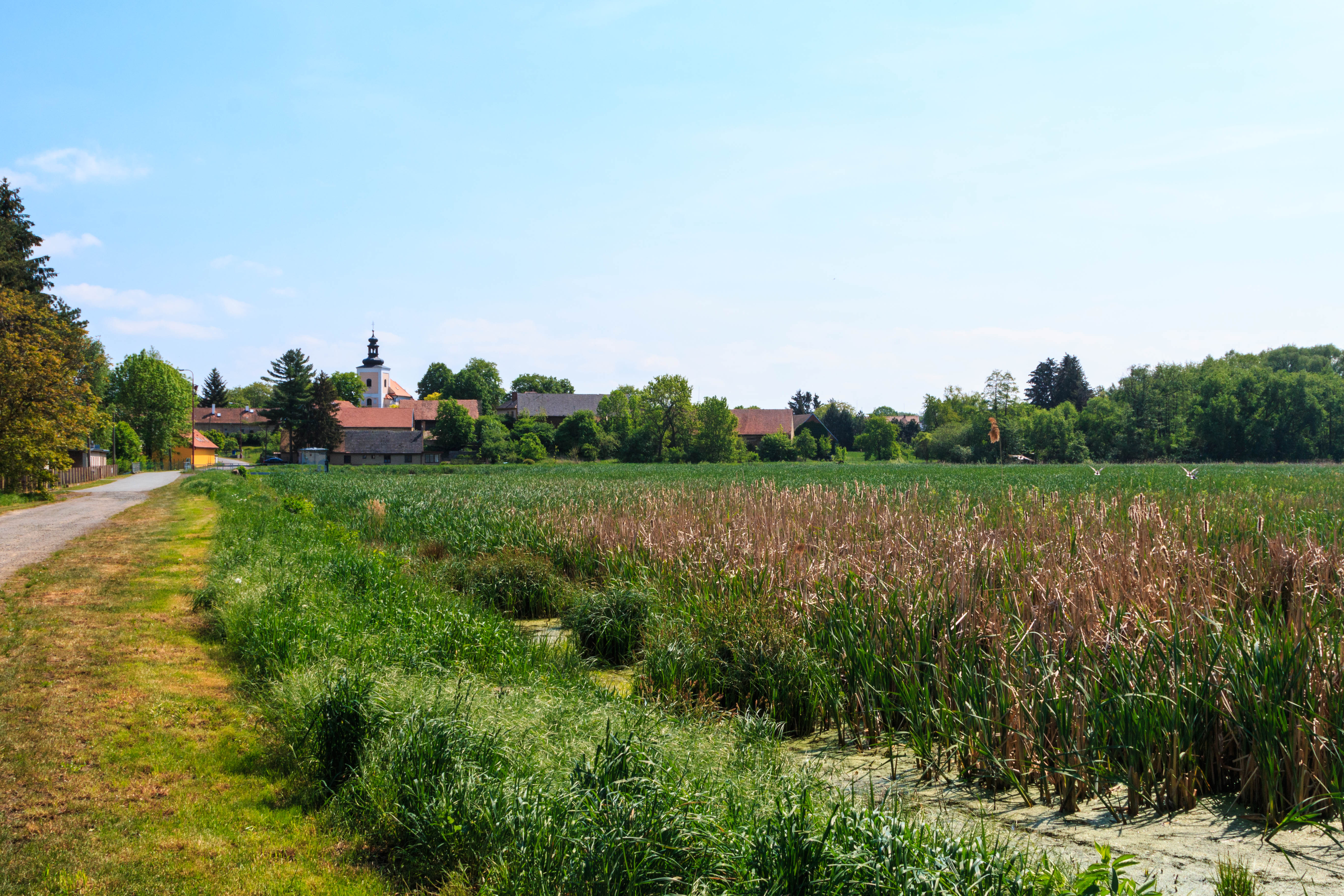
pohled na Slepotický rybník